# Namri
Namri is de naam van een landstreek uit de oudheid.
De streek komt overeen met het berggebied van het huidige westelijke Iran, waarschijnlijk aan de Midden-Diyala.
Namri, eerder in Middel-Babylonische tijden ook Namar, lag aan de belangrijke handelsroute die via de bergpas van Ḫalman in het Zagrosgebergte het dal van de Diyala van Mesopotamië verbond met de Iraanse hoogvlakte. Deze weg was later een van de zuidelijke takken van de zijderoute. Sumurzu en Niqqu lagen in de buurt, maar werden niet to Namri gerekend. 
De kern van het land Namri lag rond Bit-Nergal. Er was ook een bergpas die naar het zuiden voerde naar het koninkrijk Ellipi (Luristan), de noordelijke buur van het Elamitische Susa. Naar het oosten lagen Bit-Ḫamban in de streek Bit-Sangibuti en vervolgens het gebergte Silḫazi dat langs twee routes overgestoken kon worden naar Kišesim in het noorden en Ḫarḫar in het zuiden. 
In de oudheid was het bewoond door bergstammen van Kassitische afkomst. Nadat de heerschappij van de Kassieten over Babylon voorbij was, was de streek geruime tijd onder Babylonisch bestuur maar in 855 pleegt Salmanasser III een interventie in Babylon om Marduk-zakir-shumi I weer op de troon te zetten. De interne zwakte leidt ertoe dat Babylon de controle over de Kassitische stammen van Namri verliest. In 844 bevecht Salmanasser de Kassieten van Namri en installeert er een vazalvorst op de troon. Deze vorst, Marduk-mudammiq begon al snel de neiging te vertonen zich onafhankelijk te maken en in 835 stoot Salmanasser III de rebelse vazal van de troon en installeert een gouverneur. Zo wisselde het gebied dus van Babylonische naar Assyrische heerschappij. Later verzwakte de grip van de Assyrische vorsten weer en in de tijd Assur-nirari V rond 749 v.Chr. komt deze zwakke vorst weer in actie om Namri tot de orde te roepen, een van de weinige veldtochten waar hij op kan bogen.